# Asbjørn Midtgaard
Asbjørn Midtgaard (Helsingør, 20 september 1997) is een Deens voormalig basketballer.

## Carrière
Midtgaard maakte zijn debuut voor de Hørsholm 79ers in 2014 en speelde er tot in 2017 dat jaar werd hij uitgeroepen tot jonge speler van het jaar. Hij speelde van 2017 tot 2020 collegebasketbal voor de Wichita State Shockers en daarna een jaar voor de Grand Canyon Antelopes. In de zomer van 2021 speelde Midtgaard in de NBA Summer League voor de Orlando Magic. Hij tekende daarna bij het Nederlandse ZZ Leiden waarmee hij de BNXT League won en werd uitgeroepen tot BNXT League Dream Team. Het seizoen erop speelde hij bij Crailsheim Merlins in de Duitse eerste klasse onder meer met Arūnas Mikalauskas waarmee hij ook bij Leiden speelde.
In de zomer van 2023 tekende hij een contract bij de Belgische eersteklasser Antwerp Giants. Eind september werd zijn contract om medische redenen ontbonden. Midtgaard maakte zijn debuut voor de nationale ploeg in 2023 in kwalificatie wedstrijden voor het Europees kampioenschap.
In januari 2024 ging hij aan de slag als graduate assistant bij de Grand Canyon Antelopes.

## Erelijst
- Basketligaen, jongere van het jaar: 2017
- BNXT League-kampioen: 2022
- BNXT League Dream Team: 2022